# 群馬県道25号高崎渋川線
群馬県道25号高崎渋川線（ぐんまけんどう25ごう たかさきしぶかわせん）は、群馬県高崎市若松町から渋川市阿久津を結ぶ県道（主要地方道）である。通称「高渋線」、「三国街道」と呼ばれる。
高崎市浜尻町から渋川市石原にかけて高崎渋川線バイパスが整備され、2018年4月27日に全線が開通。現道の一部区間は本路線の指定から外れた。本稿では主に現道について説明する。

## 概要
高崎市と渋川市を南北にほぼ直線で結ぶ道路である。現道の本町一丁目交差点（高崎市）から終点までの区間は、かつての三国街道のうち国道17号から外れた部分である。また、あら町交差点 （高崎市）から四ツ角交差点（渋川市）までの区間には、かつて路面電車の東武高崎線が1953年（昭和28年）に廃止されるまで、路面上を走っていた。
ほとんどの区間が2車線であり、右折車線が設けられている交差点も多くない。道幅も細い区間が多い路線である。
現道のほぼ全線を走破するバス路線として、関越交通の高崎駅 - 北高崎駅前 - 金古四ツ角 - 渋川駅線がある。この路線は、前述の東武高崎線がバス転換された路線を引き継いだものである。

### 路線データ
- 起点:高崎市若松町（聖石橋交差点）
- 終点:渋川市阿久津（阿久津交差点）

## 歴史
- 1993年（平成5年）5月11日 - 建設省から、県道がとして主要地方道に指定される[2]。
- 2013年3月27日 - 高崎渋川線バイパス第2期区間の吉岡町上野田 - 小倉間が開通する[3]。
- 2013年3月29日 - 前橋市清野町（清野町交差点） - 吉岡町小倉（小倉交差点）間の現道が高崎渋川線の指定から外れ、群馬県道161号南新井前橋線、吉岡町道に降格となる[4][5]。

## 路線状況

### 別名・愛称
- 西上州やまびこ街道（高崎市、聖石橋交差点 - 新田町交差点）
- 東国文化歴史街道（高崎市、新田町交差点 - 本町三丁目交差点 - 本町1丁目交差点 - 住吉町交差点）
- 三国街道（高崎市・住吉町交差点 - 前橋市・清野町交差点、北群馬郡吉岡町大字小倉・小倉交差点 - 渋川市阿久津・阿久津交差点）

高崎市内の区間については、区間によって高崎市により以下の愛称が付与されている。
- 観音通り：聖石橋交差点（高崎市若松町） - 新田町交差点（高崎市新田町）
- 田町通り：あら町交差点（高崎市あら町） - 本町三丁目交差点（高崎市本町）
- 本町通り：本町三丁目交差点（高崎市本町） - 本町一丁目交差点（高崎市本町）
- 渋川街道：本町一丁目交差点（高崎市本町） - 高崎市大八木町・福島町境界

渋川市では、本県道を「渋川高崎線」と呼ぶことが多く、これを略した「渋高線」という呼び名も使われる。主に渋川市のホームページや同市に出回る広告にみられる。

### 重複区間
- 国道354号（高崎市・田町北交差点 - 住吉町交差点）
- 群馬県道29号あら町下室田線（高崎市本町・本町1交差点 - 高崎市住吉町・住吉町交差点）
- 国道17号（高崎市・下小鳥町交差点 - 問屋町入口交差点）

## 地理

### 通過する自治体
- 高崎市
- 前橋市
- 北群馬郡榛東村
- 北群馬郡吉岡町
- 渋川市

### 交差する道路
- 国道17号・群馬県道71号高崎神流秩父線（高崎市若松町、起点）
- 群馬県道134号新田町新後閑線（高崎市新田町）
- 群馬県道29号あら町下室田線・群馬県道31号高崎停車場線（高崎市あら町）
- 群馬県道49号藤木高崎線（高崎市連雀町）
- 国道354号（高崎市田町・田町北交差点）
- 群馬県道129号飯玉本町線（高崎市本町・本町3交差点）
- 群馬県道29号あら町下室田線（高崎市本町・本町1交差点）
- 国道354号・群馬県道27号高崎駒形線（高崎市住吉町）
- 群馬県道29号あら町下室田線（高崎市大橋町・北高崎駅前）
- 国道17号高崎前橋バイパス（高崎市下小鳥町・下小鳥町交差点）
- 群馬県道28号高崎東吾妻線（高崎市下小鳥町）
- 高崎市道高崎環状線（高崎市下小鳥町・下小鳥町北交差点）
- 群馬県道123号柏木沢大八木線（高崎市大八木町）
- 群馬県道10号前橋安中富岡線（高崎市三ツ寺町・三ッ寺交差点）
- 群馬県道127号足門前橋線、群馬県道153号水沢足門線（高崎市足門町・足門交差点）
- 群馬県道6号前橋箕郷線（高崎市金古町・金古交差点）
- 群馬県道25号高崎渋川線バイパス（高崎市金古町・上宿交差点）
- 群馬県道161号南新井前橋線（前橋市清野町）
この間の現道は路線指定解除
- 群馬県道26号高崎安中渋川線・群馬県道163号八木原停車場小倉線（北群馬郡吉岡町小倉）
- 群馬県道25号高崎渋川線バイパス（渋川市行幸田）
- 群馬県道35号渋川東吾妻線渋川西バイパス（渋川市石原・石原交差点）
- 群馬県道33号渋川松井田線（渋川市下ノ町・四ツ角交差点）
- 国道291号（渋川市阿久津、終点）

### 沿線
- みずほ銀行高崎支店（高崎市田町）
- 群馬銀行高崎田町支店（高崎市田町）
- 足利銀行高崎支店（高崎市田町）
- 北高崎駅（高崎市大橋町）
- 大八木工業団地（高崎市大八木町）
- しののめ信用金庫中泉支店（高崎市中泉町）※旧道
- 東和銀行群馬町支店（高崎市中泉町）※旧道
- 堤下公園（高崎市三ツ寺町）※旧道
- 観音寺（高崎市棟高町）
- 群馬銀行金古支店（高崎市足門町）※旧道
- 高崎信用金庫群馬町支店（高崎市金古町）※旧道
- 狩野外科医院（高崎市金古町）※旧道
- 群馬郵便局（高崎市金古町）※旧道
- 高崎中川郵便局（高崎市小八木町）
- イオンモール高崎（高崎市棟高町）
- 明和県央高等学校（高崎市金古町）
- 有馬野球場（渋川市有馬）
- 渋川市立図書館（渋川市渋川）